# Rodovia Washington Luís
A Rodovia Washington Luís ou anteriormente Via Washington Luiz é uma rodovia radial do estado de São Paulo, sendo o maior e principal trecho da SP-310.

## Descrição
Ela é considerada uma das mais bem conservadas rodovias do país, classificando-se na primeira posição do ranking elaborado através de pesquisa rodoviária de 2007, realizada pela Confederação Nacional do Transporte (CNT).
Faz a ligação de São Paulo aos municípios de Rio Claro, São Carlos, Araraquara, Matão, Catanduva e São José do Rio Preto, dentre outros.
Seu nome é em homenagem a Washington Luís Pereira de Sousa (1869-1957), presidente do Brasil pelo Partido Republicano Paulista e famoso pela frase "governar é abrir estradas".
Seu traçado é na direção norte-noroeste do Estado e quase não tem curvas, possuindo constantes aclives e declives suaves entre São Carlos e Mirassol. Possui apenas dois pequenos trechos com traçado mais acidentado: na serra entre Rio Claro e São Carlos e numa depressão pouco antes de Araraquara conhecida como Baixada do rio Chibarro.
Ela parte das rodovias Anhanguera no km 153 e Bandeirantes no km 168, no município de Cordeirópolis, terminando no acesso ao município de Mirassol, no início da Rodovia Feliciano Salles da Cunha.
A Rodovia Washington Luís é considerada por muitos uma das melhores rodovias do Brasil, fazendo a ligação entre importantes municípios paulistas como Limeira, Rio Claro, São Carlos, Araraquara, Matão, Catanduva, São José do Rio Preto entre outros.
Apresenta ainda, vários postos de serviços, como o Posto Castelo e da Rede Graal.

## Características

### Interligação com o Sistema Anhanguera-Bandeirantes

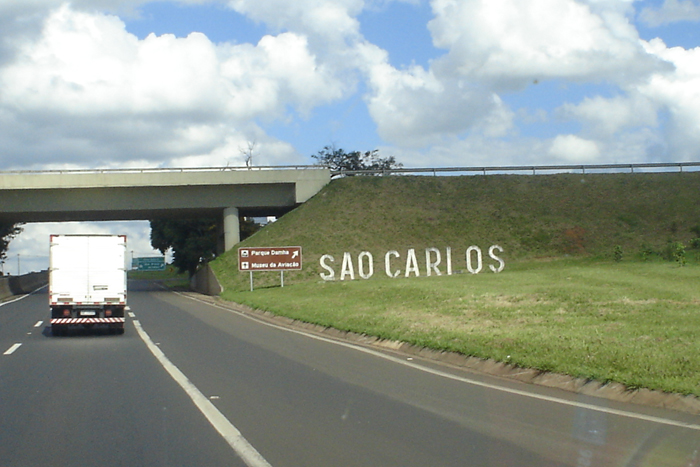
Rodovia Washington Luís na entrada da cidade de São Carlos, km 236 no sentido sul

Em conjunto com a Rodovia Anhanguera e Rodovia dos Bandeirantes, que possuem traçados semelhantes à Rodovia Washington Luís, mas no sentido noroeste do estado de São Paulo até o final de sua extensão, onde acessa a Mirassol, hoje administrado pelas concessionárias EixoSP e EcoNoroeste, está Interligada ao Sistema Anhanguera-Bandeirantes. Assim, o usuário paga tarifas de pedágio e tem direito aos serviços de apoio. Uma pessoa que fará uma viagem de São Paulo ou Campinas a São Carlos ou a São José do Rio Preto, pode optar seguir o trajeto integral na Rodovia Anhanguera, na Rodovia dos Bandeirantes ou parte em cada uma, e na sequência adentrará a Rodovia Washington Luís.